# Eduard Vilde
Eduard Vilde (n. en Pudivere el 4 de marzo de 1865 - f. en Tallin el 26 de diciembre de 1933) fue un escritor y periodista estonio.

## Vida
Vilde creció en la explotación agrícola en la que su padre trabajaba. En 1883 comenzó a trabajar como periodista, actividad que ejerció hasta 1919. Tras haber vivido en Riga en 1890 se estableció en Berlín, en donde entró en contacto con las ideas socialistas a través de los escritores naturalistas europeos, lo cual resultaría definitivo en su formación intelectual y literaria. 
Tras pasar algún tiempo en Moscú y en París, regresó a su país, en donde participó en la revolución de 1905. Para escapar a la represión subsiguiente ejercida por las autoridades rusas, Vilde se vio obligado a exiliarse y llevar una vida errante a lo largo y a lo ancho de Europa, viviendo en Berlín, Zúrich, Helsinki, Copenhague, Núremberg, Múnich, Stuttgart, Bruselas y Viena. 
En 1911 se instaló en la capital danesa y solo regresó a su país en 1917, año en que su país logró su independencia. El gobierno independiente estonio nombró a Vilde como su representante en Copenhague y luego en Berlín, cargo que ocupó hasta 1920. Desde su definitivo regreso a Estonia en 1923 hasta el día de su muerte, trabajó en la revisión y la reescritura de todos sus textos con miras a la publicación de sus obras completas en treinta y tres volúmenes.

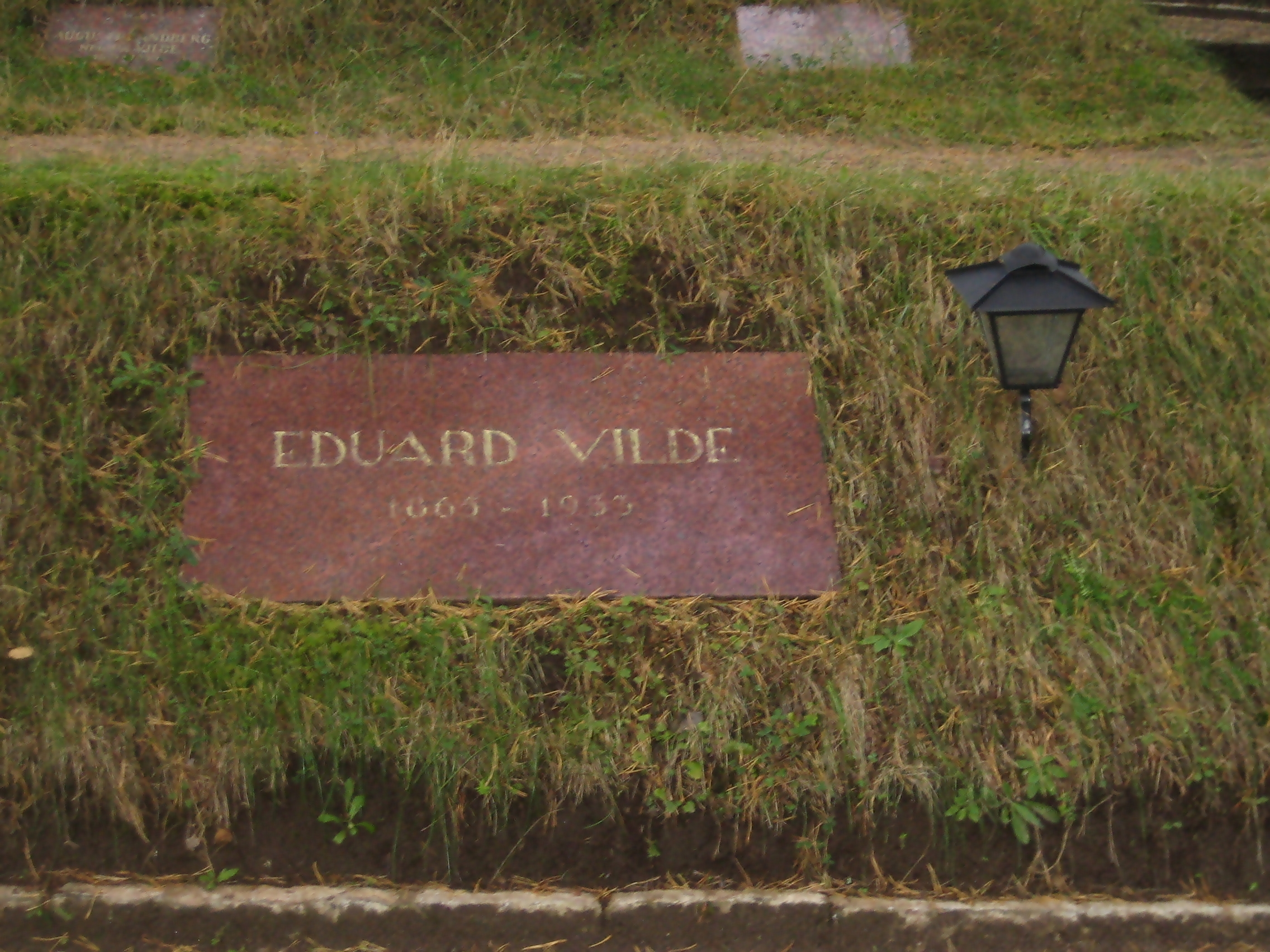

## Obra
Vilde fue un autor muy precoz y productivo. En un lapso de diez años publicó más de veinte libros, sobre todo de aventuras o cómicos; a pesar de haber caído hoy en el olvido, esos textos le ayudaron al autor a darse a conocer al público, pues gozaron de gran aceptación entre sus primeros lectores. 
Su primera estadía en Berlín, sin embargo, le ayudó a Vilde a mejorar notablemente la calidad de su escritura, y le abrió nuevas perspectivas temáticas al ponerlo en contacto con el realismo crítico. En dicho contexto se enmarcan "Hacia las tierras frías" (1896), que trata sobre la decadencia moral de un joven campesino, el cual es presentado como una víctima de la pobreza y de una sociedad inhumana; y "Las manos de hierro" (1898) que tiene como tema la vida de los obreros de una fábrica textil.
La llegada del siglo XX vio a Vilde interesarse por la novela histórica. Su obra maestra en este género es una trilogía sobre la vida en Estonia en la segunda mitad del siglo XIX. El primer fascículo, "La guerra de Mahtra" (1902), trata sobre la revuelta campesina en el norte Estonia. El segundo volumen intitulado "Cuando los hombres de Anija fueron a Tallinn" (1903), trata sobre la vida de los estonios en las zonas dominadas por los alemanes. Por último, "El profeta Maltsvet" (1905-1908) cuenta las vicisitudes de una secta religiosa estonia cuyos miembros emigraron a Crimea en busca de la tierra prometida.
Durante sus años de exilio el autor se consagró a la escritura para el teatro. Entre las obras que escribió durante ese período destaca la comedia "Pisuhänd" (1913), en la cual se ridiculizan las ambiciones sociales de la burguesía.
En las obras de su último período productivo Vilde ahondó en las preocupaciones sicológicas de sus personajes, una intención llevada a cabo con éxito en su novela "El lechero de Mäeküla" de 1916, la cual trata sobre el drama vivido por un granjero que ha vendido a un noble alemán el derecho a tener relaciones sexuales con su esposa.